# Almundsryds distrikt
Almundsryds distrikt är ett distrikt i Tingsryds kommun och Kronobergs län. Distriktet ligger väster om Tingsryd. 

## Tidigare administrativ tillhörighet
Distriktet inrättades 2016 och utgörs av en del av det område Ryds köping omfattade till 1971, den del som före 1958 utgjorde Almundsryds socken.
Området motsvarar den omfattning Almundsryds församling hade 1999/2000.